# Ipomoea peruviana
Ipomoea peruviana är en vindeväxtart som beskrevs av O'donell. Ipomoea peruviana ingår i släktet praktvindor, och familjen vindeväxter. Inga underarter finns listade i Catalogue of Life.